# Skitliv
Skitliv är ett norskt och svenskt black-/doom metal-band bildat av den före detta Mayhem-sångaren Sven Erik Kristiansen (Maniac) i Oslo 2005. Själv beskriver Maniac bandet som ett sätt för honom att bekämpa sina personliga demoner och psykiska besvär. Han beskriver musiken som mörkare än någon annan musik som han har spelat förut.

## Medlemmar
Nuvarande medlemmar
- Sven Erik Kristiansen (Maniac) – sång, gitarr (2005– )
- Niklas Kvarforth – gitarr, sång (2005– )
- Ingvar Magnusson – gitarr (2005– )
- Dag Otto (Dag Otto Basgård) – trummor (2008– )

Tidigare medlemmar
- Spacebrain (René M. Hamel) – basgitarr
- Tore Moren – basgitarr
- The Blanco (Ivar Nikolaisen) – trummor
- Wedebrand (Ted Wedebrand aka "Impaler") – trummor
- Trish (Trish Kolsvart) – trummor

## Diskografi
Demo
- Demo 2007 (2007)

Studioalbum
- Skandinavisk Misantropi (2009)

EP
- Kristiansen and Kvarforth Swim on the Sea of Equalibrium While Waiting (2007)
- Amfetamin (2008)
- Bloodletting (delad EP med Current 93) (2010)